# 馬鈞怡
馬鈞怡（Queenie Ma，1985年12月10日—），2010年度香港小姐競選獲突出表現佳麗獎，曾於2007年參選溫哥華華裔小姐競選，2010年9月初签約無綫電視成為經理人合約女藝員，后離開無綫電視。

## 曾獲獎項與提名
| 年份   | 獎項                                | 結果 |
| 2010年 | 2010年度香港小姐競選 突出表現佳麗獎 | 獲獎 |

## 外部連結
- 2010年香港小組候選佳麗個人資料